# Malinois
Malinois je srednje velika pasma psa. Spada med kratkodlaki tip belgijskega ovčarja. Beseda malinois v francoščini pomeni "Mechlinian", nekdo, ki prihaja iz mesta Mechelen. Pasma se uporablja za delovne pse, predvsem za odkrivanje eksploziva, drog, iskanje oseb ter varovanje in zaščito.

## Izgled
Kot vsi belgijski ovčarji je malinois srednje velike postave. Trup je nekoliko pravokotne oblike. Značilna so pokončna trikotna ušesa. 
Njihova kratka dlaka variira od svetlo bež do barve mahagonija (izjemoma so lahko tudi črni). Za čistokrvno pasmo velja, da osnovna barva niha med oker in rjavo črno. Imajo črn gobec in ušesa (lahko tudi celotno "masko"), črne tace in konec repa. Na trebuhu imajo običajno belo liso, ki pri čistokrvni pasmi ne sme segati do začetka vratu. V nekaterih primerih je dovoljeno tudi, da so konice šap bele.
Ostali tipi belgijskega ovčarja se med seboj razlikujejo po barvi in tipu dlake. Tervuen je enake barve kot malinois, le da ima daljšo dlako. Laekenois je svetlejše rjave barve, s srednje dolgo kodrasto dlako in brez črnih ušes in "maske". Dolgo črno dlako pa ima groenendael.

## Velikost
Samci so veliki od 61-70cm, samice od 56-61cm. Višina se meri pri plečih. Tipična normalna teža za samce je med 29 in 34 kilogrami. Za samice med 25 in 30 kilogrami.

## Značaj
Dobro vzgojen in treniran pes je po navadi zelo aktiven, inteligenten, družaben, zaščitniški, pozoren in delaven. Belgijski ovčarji spadajo med najbolj aktivne pse z veliko energije. To se izraža vse od mladička pa do starosti treh let, lahko tudi dlje. Značilen je ovčarski nagon in nagon plenilca. 
So pretirano živahni in igrivi, še posebej v zgodnjih letih. Če jim ne nudimo dovolj aktivnosti ali nalog, lahko pride do neželenega obnašanja, postanejo živčni, v nekaterih primerih tudi destruktivni. To je še posebej pogosto pri neizkušenih lastnikih, ki niso dovolj dobro seznanjeni s potrebami pasme. So močni psi, ki potrebujejo konstanten trening ubogljivosti in uživajo v novih izzivih in učenju. Znani so po tem, da se hitro in brez težav učijo, saj jih žene močna želja po nagradi.

## Službeni pes
V Belgiji, Nemčiji, na Nizozemskem in drugih evropskih državah, pa tudi v Ameriki, Kanadi, Avstraliji in na Kitajskem je malinois šolan predvsem osebno varovanje, odkrivanje eksploziva in drog, policijske naloge, iskanje itd. V Ameriki in Avstraliji jih uporabljajo skupaj s pasmama kot sta nizozemski in nemški ovčar. 
Uporabljajo ga tudi v Izraelu zaradi primerne velikosti.Vodnik ga lahko ob potrebi tudi dvigne, še vedno pa je dovolj močan, da napade nasprotnike. Kratka in svetla dlaka pripomore k večji odpornosti na vročino. Malinois je bil izbran tudi za varovanje ameriškega predsednika in bele hiše s strani tajne službe. 
Indijska nacionalna varnostna garda (National Security Guard - NSG) je tudi vključila belgijske ovčarje med svoje K-9 enote.
Enote ameriških SEALs-ov so uporabili belgijskega ovčarja z imenom "Cairo" v operaciji "Neptune Spear", v kateri je bil ubit Osama Bin Laden. Ameriška vojska se pri veliko nalogah zanaša na to pasmo. Kot primer so psi opremljeni z video kamerami, ki omogočajo pregled nevarnega sovražnega območja, preden se nanj odpravijo vojaki. Psi v enotah SEALs-ov se uporabljajo tudi pri skokih s padalom, pri čemer se lahko psa spusti samega (v primeru, da se skok izvaja v vodo) ali skupaj z vodnikom. V letu 2010 sta vodnik in njegov pes Cara postavila svetovni rekord z višine skoka s padalom. Skočila sta z višine skoraj 9,000 metrov, kar je normalna višina za čezoceanski let potniškega letala. Tako pes kot tudi vodnik sta bila opremljena s kisikovimi maskami in posebno zaščitno obleko.

## Aktivnosti
Malinoisi tekmujejo v agility (spretnosti), flyball (premagovanje ovir), nadzorom ovac, ubogljivosti, razstavah, sledenju. Je ena najpopularnejših pasem za zaščito.       

## Zdravje
Povprečna življenjska doba pasme je med desetimi in dvanajstimi leti. Med pogostejše bolezni spadajo epilepsija, katarakta, bolezni ščitnice, displazija kolkov. Večina bolezni je bila omejenih s skrbnim in selektivnim parjenjem.